# جامعة أوديني

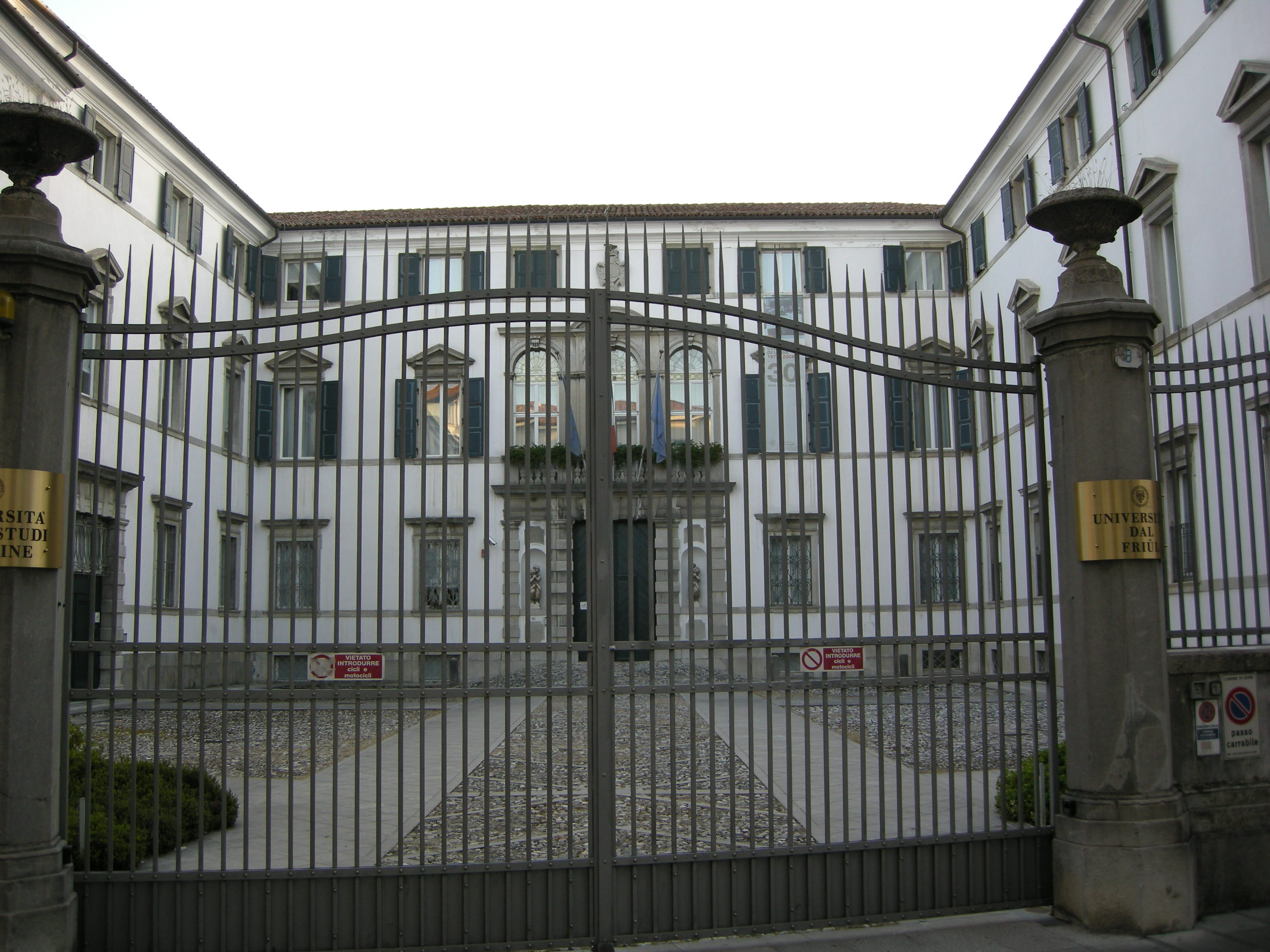
قصر فلوريو، مقر رئاسة الجامعة

جامعة أوديني (بالإيطالية: Università degli Studi di Udine)‏ هي جامعة إيطالية مقرها مدينة أوديني. أُسست سنة 1978 كجزء من عملية إعادة إعمار منطقة فريولي بعد زلزال سنة 1976، وذلك بهدف إقامة مركز مستقل للتدريب الثقافي والعلمي المتقدم في المنطقة. والجامعة هي مركز ذو أهمية في دراسات اللغة الفريولية.
ترتبط الجامعة ببرامج تبادل طلابي وتبادل هيئات تدريس مع عدة جامعات في الاتحاد الأوروبي وأستراليا وكندا، كما تتعاون مع العديد من جامعات أوروبا الشرقية ودول أخرى خارج الاتحاد الأوروبي، كما تشارك الجامعة في كثير من المشاريع البحثية على المستويين المحلي والدولي.

## كليات الجامعة
تنقسم جامعة أوديني إلى 10 كليات هي:
- كلية الاقتصاد
- كلية الإنسانيات
- كلية التربية
- كلية الزراعة
- كلية الطب والجراحة
- كلية الطب البيطري
- كلية العلوم الرياضية والفيزيائية والطبيعية
- كلية القانون
- كلية اللغات الحديثة
- كلية الهندسة

## طلاب الجامعة
يبلغ عدد طلاب جامعة أوديني في الوقت الحالي حوالي 17 ألف طالب.

## وصلات خارجية
- الموقع الرسمي للجامعة (بالإيطالية)